# 「タバコやめてネ」コンテスト
「タバコやめてネ」コンテストとは、タバコ問題首都圏協議会が主催するアンケートのことである。

## 概要
- タバコ問題首都圏協議会は、関東地方を中心にした地域で、タバコ喫煙者・嫌煙者双方による健康被害を食い止めるとともに、未成年者の喫煙防止にも積極的に取り組んでいる[1]。
- このコンテストは同協議会主催の「嫌煙・分煙定例会」出席者と、一般市民のアンケートにより、「各界著名人でタバコを吸いすぎているのではないか」、「返ってそれが青少年に悪影響を及ぼすのではないか」、「タバコを禁煙すべきだ」と思われる著名人を募集し、参加者にはその著名人にどのようにしてタバコをやめられるかのアドバイス、またタバコをやめることによってどのような影響力を持つのかといった意見を同時に募集する[2]。
- 元々は「ワーストスモーカーコンテスト」として1996年から2002年に開催されたが、2003年から現在の名称に改めた[3]。